# Decorah-Krater

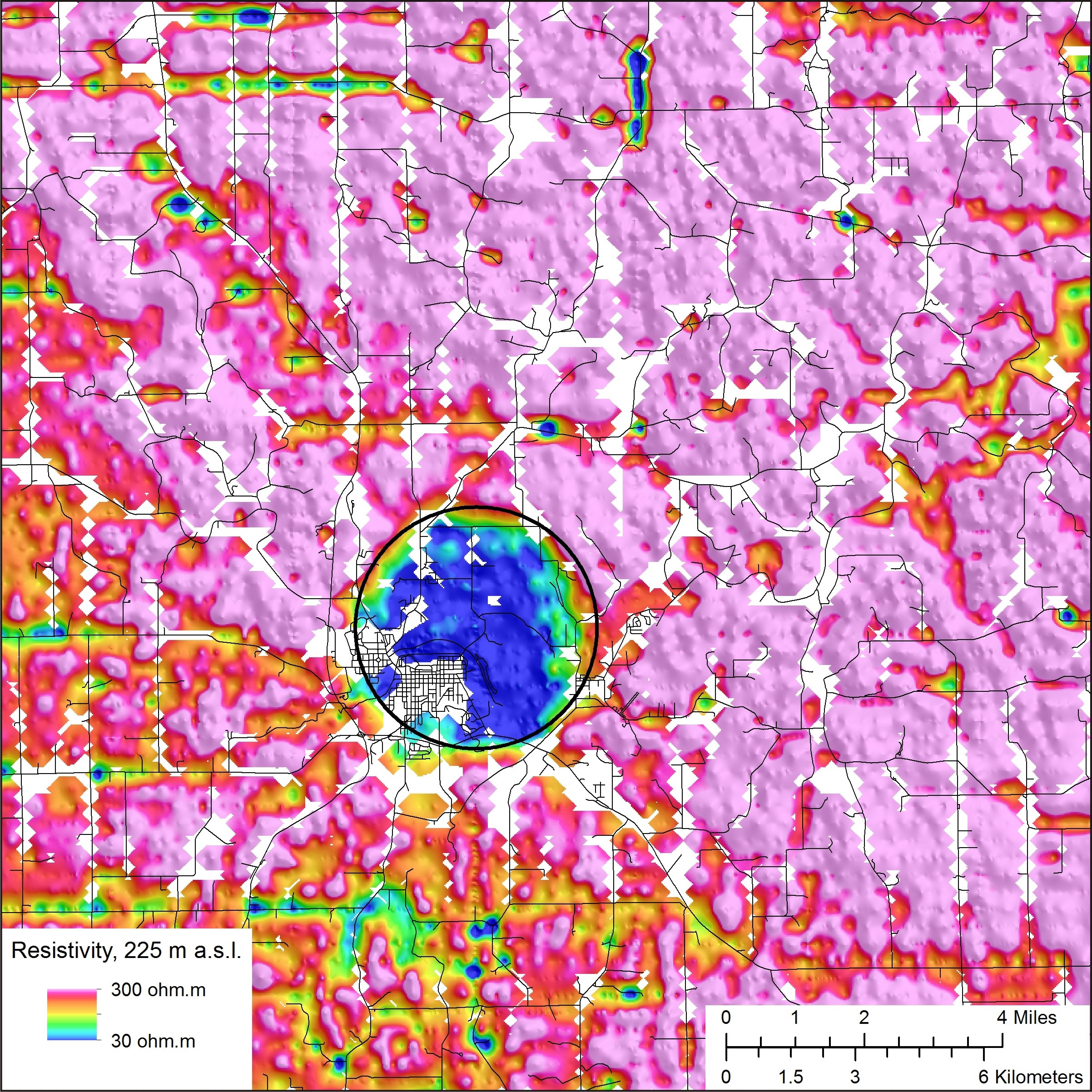
Karte des Kraters anhand elektromagnetischer Messungsdaten

Der Decorah-Krater ist ein möglicher Einschlagkrater am Ostrand der Stadt Decorah im US-Bundesstaat Iowa. Es wird angenommen, dass er durch den Einschlag eines Meteoriten mit etwa 200 Meter Durchmesser im Ordovizium vor etwa 470 Millionen Jahren erzeugt wurde. Er ist an der Oberfläche nicht sichtbar, da er fast vollständig von später entstandenen Erdschichten bedeckt ist. In ihm befindet sich die Fossillagerstätte Winneshiek.